# Schindelkogelschacht
Der Schindelkogelschacht (Katasternummer 1831/12) ist eine Schachthöhle nördlich der Bürgeralpe bei Mariazell.

## Lage
Der Schindelkogel befindet sich ostsüdöstlich der Ortschaft Fadental in der Steiermark in den Türnitzer Alpen. Auf einer Verflachung westlich des Südostrückens des 1219 m hohen Schindelkogels befindet sich der engräumige Einstieg.

## Beschreibung
Mit einer Länge von 104 m und einer Tiefe von −32 m ist der Schindelkogelschacht nach der 375 m langen Hohlensteinhöhle (Katasternummer: 1831/1) die zweitgrößte Höhle der Teilgruppe 1831 – Bürgeralpe. Die Höhle wurde erst Anfang der 1990er Jahre aufgefunden. Der kleine, verwachsene Einstieg mündet in einen 13 m tiefen Schacht, an dessen Grund unterhalb von verkeilten Baumstämmen, ein 4 m hoher Raum mit schrägem Boden anschließt. Hier zweigen zwei enge Klüfte ab, die erste endet nach 7 m, am Ende der zweiten Kluft kann man kletternd eine Erweiterung mit kleinen Tropfsteinbildungen erreichen. Die Hauptfortsetzung führt weiter steil abwärts, anfangs niedrig, dann werden Ganghöhen von bis zu 15 m erreicht. Hier zweigt auch ein 5 m hoher Schlot mit kurzer Fortsetzung und ein weiterer 8 m hoher Schlot ab, der in eine höhergelegene Etage führt. Die Hauptkluft führt 2 m aufwärts und wird bald darauf unschliefbar. Die sich im Wettersteinkalk befindende Höhle dehnt sich vom Einstieg insgesamt 30 m Richtung Südwesten aus.